# Златният бръмбар
„Златният бръмбар“ (на английски: The Gold-Bug) е разказ, написан от американския писател и поет Едгар Алън По. Историята се развива на малък остров Съливан, близо до Чарлстън, Южна Каролина. Героите са Уилям Льогран, неговият чернокож слуга Юпитер и неназован разказвач. След като намира златен бръмбар, Льогран въвежда другите двама в приключение, разгадавайки шифъра на таен текст, показващ местонахождението на скрито съкровище.
Разказът често е сравняван с „разказите за умозаключения“ на По, които представляват ранна форма на детективските истории. Писателят е наясно с интереса на публиката към тайните шифри през 1840 г. поради тази причина включва проста заместителна криптограма в своята творба, предизвиквайки уменията на читателите да разгадаят заплетената мистерия. По се възползва от популярността на криптографията по негово време, а големият успех на разказа определено се дължи на това. Образът на Юпитер е смятан за расистки от днешна гледна точка, защото в комичните му диалози е включен акцент.
Едгар По използва „Златният бръмбар“, за да се включи в конкурс, спонсориран от вестник „Филаделфия Долар“ (Philadelphia Dollar). Разказът печели голямата награда и е публикуван в три части, започвайки от юни 1843. Наградата включва и 100 долара, което вероятно е най-голямата единична сума, която Едгар получава за своя творба. Творбата успява моментално, носейки слава и пари на По. „Златният бръмбар“ е най-известния разказ на Едгар по време на неговия живот. Той също помага за популяризирането на криптограмите и шифрите.

## Сюжет
Разказът започва с представяне на героите. Неназованият разказвач описва своите отношения с Уилям Льогран. Льогран заедно с Юпитер, своя чернокож слуга, намира златен бръмбар и започва да се чуди на този вероятно нов вид насекомо. Той съобщава откритието си на най-добрия си приятел – разказвача, който веднага идва да види създанието. За жалост по това време Уилям е дал златния бръмбар на лейтенант Дж. Затова се налага да го нарисува. Рисунката наподобява ужасно много на мъртвешка глава и тази прилика озадачава Льогран.
Минава се известно време, през което Льогран се държи странно и чудато. Той изпраща своя слуга при разказвача, за да му занесе писмо, в което му съобщава, че непременно трябва да се видят. Разказвачът веднага заминава за острова след като Юпитер му описва ужасното състояние, в което се намира Уилям. Негърът предполага, че когато златният бръмбар е ухапал Льогран, го е отровил и го е довел до този делириум.
Когато двамата пристигат на острова, Льогран казва на разказвача, че трябва да отидат на експедиция заедно със златния бръмбар, вързан на конопена връв. Дълбоко в дивия остров те намират старо високо дърво. Уилям заповядва на Юпитер да се качи на него заедно с бръмбара. Негърът изпълнява заповедта и открива череп, закрепен за един от клоните. По заръка на своя господар, Юпитер спуска бръмбара с връвта през едно от очните орбити на черепа. Според мястото, където той пада, Льогран определя къде да копаят. След дълга нощ и много труд и пот, те успяват да открият огромно съкровище на пирата капитан Кид. Според по-късните им сметките златните монети и предмети и скъпоценните камъни достигат стойност от около 14 милиона долара. След като съкровището е открито, Льогран се впуска в подробно обяснение на начина, по който е успял да открие богатството.
Всъщност Льогран открива скрит шифър върху листа, на който рисува скицата на златния бръмбар в началото на разказа. Той постига това като нагрява неколкократно и усилено хартията, откривайки букви, написани със специално мастило. Като го разгадава, използвайки проста заместителна криптограма чрез повтаряемостта на буквите, той успява да достигне до заключения, благодарение на които те откриват несметното съкровище. Криптограмата е:
```
53‡‡†305))6*;4826)4‡.)4‡);806*;48†8
¶60))85;1‡(;:‡*8†83(88)5*†;46(;88*96
* ?;8)*‡(;485);5*†2:*‡(;4956*2(5*–4)8
¶8*;4069285);)6†8)4‡‡;1(‡9;48081;8:8‡
1;48†85;4)485†528806*81(‡9;48;(88;4
(‡?34;48)4‡;161;:188;‡?;

```

След прилагането на правилния метод за дешифриране се получава следния текст:
```
„Добро стъкло в хана на епископа на дяволския стол —
четиридесет и един градуса и тринадесет минути – север-североизток —
главния чатал седми клон източната страна —
да се стреля от лявото око на мъртвешката глава —
права линия от дървото през изстрела на петдесет фута оттам.“

```

## Влияние
„Златният бръмбар“ вдъхновява Робърт Луис Стивънсън да напише свой роман за търсене на съкровища – „Островът на съкровищата“ (1883). Стивънсън споменава за това влияние и го признава.
По играе голяма роля в популяризирането на криптограмите във вестниците и списанията по негово време, а и след това. Уилям Фрийдман, известен американски криптограф, е силно повлиян от По. Първоначалният интерес на Фрийдман към криптографията идва още от дете, когато той прочита „Златният бръмбар“. Този интерес после бива използван за разрешаването на японския код PURPLE по време на Втората световна война.
По е изпратен във Форт Мултри от ноември 1827 до декември 1828. Там той лично посещава реалния остров Съливан, който използва за създаването на сюжета за „Златният бръмбар“. Най-вероятно там той се е запознава с легендите за пирати като капитан Кид. Жителите на острова се радват на връзката си с писателя и дори са нарекли своята обществена библиотека на негово име. Според местна легенда Едгар също се е вдъхновил за написването на „Анабел Ли“ от престоя си тук. Част от действието в „Балонът-измислица“ и в „Продълговатата кутия“ се развива пак в този район.

## Издания на български език
- „Златниятъ бръмбаръ“, София, изд. „Знание“, 1929 г., „Нова универсална библиотека“, превод Ат. Радевъ.
- „Златниятъ бръмбаръ“, София, печатница „Новъ животъ“, 1935 г., библиотека „Четиво за всеки“ № 4,63 с.
- в сб. „Златният бръмбар“, София, изд. „Държавно военно издателство“, 1970 г., 221 с.
- в сб. „Избрани творби“, София, изд. „Народна култура“, 1981 г., 374 с.
- в сб. „Златният бръмбар“, Пловдив, изд. „Христо Г.Данов“, 1982 г., 223 с.
- в сб. „Златният бръмбар“, София, изд. „Ведрина“, 1990 г., 134 с.